# المتلازمة المعزولة إشعاعيا
المتلازمة المعزولة إشعاعا (RIS) هي عبارة عن حالة أو وضعية أو مرض سريري يكون الشخص المريض مصاب بآفات المادة البيضاء والتي توحي بالتصلب المتعدد (MS) وهي حالة عصبية دماغية وهناك مناطق متغيرة قليلة في الدماغ أو العمود الفقري حيث يمكن أن تحدث هذه الآفات في أي مكان في الجهاز العصبي المركزي (CNS) والذي يتكون من الدماغ والنخاع الشوكي والأعصاب البصرية، حيث صاغ (أوكودا) وزملائه الاختصار (RIS) في عام 2009 ميلادي.

## التشخيص
```
يمكن تشخيص ال (RIS) حسب مجموعة من المعاير كما يلي:
وجود نتائج 
للتصوير بالرنين المغناطيسي
 في المادة البيضاء في الجهاز العصبي المركزي:
```

- بؤر ومناطق متجمعة متجانسة بيضاوية ومحددة جيدًا، مع أو بدون مشاركة للجسم الثفني.
- كثافات T2 التي يزيد قطرها عن 3 مم، والكافيه عن بما لا يقل عن 3 معايير (Barkhof) للتصوير بالرنين المغناطيسي لـ DIS . T2 hyperintensities Barkhof MRI criteria .
- التشوهات الموجودة في الجهاز العصبي المركزي لا تتوافق مع حالة الأوعية الدموية.

1. عدم وجود أي تاريخ مرضي أو معلن عنه من المريض للأعراض السريرية المتوافقة مع الخلل الوظيفي العصبي.
2. الشذوذ في التصوير بالرنين المغناطيسي لا يعود إلى تعاطي المخدرات، والتعرض السام، أو حالة طبية سابقة معروفة.
3. استبعاد تشخيص داء كريات الدم البيضاء، أو أمراض المادة البيضاء الواسعة باستثناء. corpus callosum . leukoaraiosis .

### الاكتشاف
هناك مجموعة من الأعراض وهي الأكثر شيوعا والتي أدت إلى اكتشاف ال (RIS) وهي صداع الرأس، الصدمة،الاضطرابات النفسية واضطرابات الغدد الصماء أيضا.

## الإدارة
من حيث الإدارة فإنه يتم متابعة ومراقبة المرض عن طريق التصوير بالرنين المغناطيسي ومن خلاله يتم ملاحظة المرضى ومراقبتهم، حيث يتم إعطاء علامات معدلة لمرض التصلب العصبي المتعدد لبعض الأفراد المصابين بال (RIS)، حيث تكون العلاجات المعدلة للمرض (DMTs) هي الأدوية التي تعدل مسار التصلب المتعدد وهي مصممة لتقليل كمية الانتكاسات، ولكنها ليست بعلاج. حيث تؤثر على عدد وشدة الانتكاسات بتقليصها كما تؤثر بدرجات متفاوتة. disease modifying therapies ..

## النسب والأرقام
الآن سوف نتحدث عن نسب الإصابة بهذا المرض ومدى انتشاره حيث أن الأرقام ليست بدقيقة. على الرغم من أن (RTS) هو النوع الأكثر شيوعا من مرض التصلب العصبي المتعدد عديم الأعراض، حيث أن الانتشار يكون أعلى في أقارب مرضى التصلب المتعدد، تم القيام بدراسة حول هذا الموضوع في مستشفى جامعي يقع في منطقة عالية من الإصابة بمرض التصلب العصبي المتعدد حيث قدر انتشار المرض بحوالي 1 حالة في عام 2000 ميلادي. وقد وجدت أيضا دراسة سابقة في عام 1961 من 15644 شخص حيث تم التشريح للجثث لمعرفة اسباب الوفيات ووجد بأن 12 حالة أي بنسبة (0.08%) مصابون بالمرض دون أي أعراض سابقة للمرض. وكانت متوسط أعمار المرضى هي 37.2 سنة وذلك حسب 451 حالة.

## متلازمة المعزولة اشعاعيا عند الأطفال
على الرغم من ندرة هذه المتلازمة الا أنه ظهر عند بعض الأطفال بعد خضوعهم لفحص التصوير بالرنين المغناطيسي علامات (RIS) لأسباب ليس لها علاقة بمرض التصلب العصبي المتعدد كان السبب الأكثر شيوعا هو الصداع. كما أن أول حالة ظهرت من الأطفال بعد فحص نصف الأطفال كانت بعمر عامين. حيث أن زيادة خطر حدوث هذه المتلازمة يرتبط بوجود شرائط قليلة النسائل في السائل النخاعي وآفات وخلل في الحبل الشوكي.

## اتجاهات البحث حول المرض
تم العديد من البحوث والدراسات حول الموضوع ولكنها تعد غير كافية، حيث أن هذا ما يبرر إجراء دراسات مستقبلية أفضل وأكثر تطورا ومتابعة تطور المرض المحتمل وأعراضه.